# Ed Perkins
Ed Perkins é um cineasta americano. Como reconhecimento, foi nomeado ao Óscar 2019 na categoria de Melhor Documentário em Curta-metragem por Black Sheep (2018).